# Management environnemental
 (mai 2021).
Le management environnemental, aussi appelé gestion environnementale, ou éco management, désigne les méthodes de gestion d'une entité (entreprise, service…) visant à prendre en compte l'impact environnemental de ses activités, à évaluer cet impact et à le réduire. Le management environnemental s'inscrit dans une perspective de développement durable.

## Objectifs du management environnemental
Les motivations de l'entreprise pour un management environnemental peuvent être de plusieurs types : respecter les réglementations, améliorer l'image de l'entreprise, améliorer les relations avec les riverains (pour les entreprises polluantes), faire des économies, obtenir une certification environnementale réclamée par les clients de l'entreprise ou un écolabel.
Le système de management environnemental (ou SME) est défini comme « composante du système de management global qui inclut la structure organisationnelle, les activités de planification, les responsabilités, les pratiques, les procédures, les procédés et les ressources pour établir, mettre en œuvre, réaliser, passer en revue et maintenir la politique environnementale » (§2.1. de la norme ISO 14050 qui définit le SME).
Le management environnemental présente un certain nombre d’avantages : les responsables sont de plus en plus attentifs à la question du respect de l’environnement, et la certification ISO 14001 (qui s’appuie sur le système de management environnemental), facilite l’accès aux appels d’offres.
Le système de management environnemental a de nombreux bénéfices sur les plans commercial, financier, gestion, juridique, relationnel externe, et social.
Par exemple, sur le plan juridique, on dégage partiellement la responsabilité civile et pénale, et on anticipe les réglementations futures.
Sur le plan commercial, on satisfait l’exigence des clients, ainsi que les exigences d’appel d'offres des marchés publics. Par exemple : en 1997, la société IKEA a lancé un appel d’offres. Aucune société française n’a pu être retenue faute d’avoir pu démontrer la mise en place d’un système de management environnemental.
Le management environnemental est amené à évoluer pour prendre en compte les résultats des mesures d'impacts, en suivant un processus d'amélioration continue. Il doit prendre en compte des contraintes réglementaires, techniques et économiques. Cette nouvelle forme de management fait appel à des compétences toutes aussi nouvelles. Certaines entreprises se font accompagner devant la complexité de la mise en place de procédures de management environnemental. Plusieurs initiatives provenant aussi bien du public que de cabinets de conseil privés ont pour but la mise en place d’outils pour faciliter l’application de ces procédures comme le manuel des achats durables.

## Les moyens du management environnemental
Dans le cadre d'un tel système, les objectifs sont fixés afin d'améliorer l'écologie actuelle. Il existe alors plusieurs moyens utilisés dans l'élaboration du système de management environnemental : 
- Possibilité d'effectuer un écobilan annuel de l'activité de l'entreprise (action principale du SME)
- Prévoir une éco-conception de ses produits : il s’agit de trouver des alternatives moins nuisibles aux composants jugés nocifs afin de fabriquer des produits plus respectueux de l’environnement.
- Prévenir la pollution : l’installation de filtres, notamment, permet d’éviter la pollution de l’air ou de l’eau
- Diminuer la consommation d’énergie : c’est aussi une manière de préserver l’environnement, qui peut s’appliquer à toutes les entreprises, quelle que soit leur activité.
- Réduire les déchets : ces déchets chimiques, voire toxiques, ont des effets néfastes sur l’écosystème.
- Fournir une éducation environnementale à ses employés.
- Obtenir une certification environnementale conforme aux réglementations en vigueur.
- Initier ses fournisseurs et ses sous-traitants à l’adoption d’un système de management environnemental.

Mais aussi il est possible de : 
- Définir les objectifs de l’analyse (quelle est l'étendue de l’analyse ?...),
- Constituer un groupe de travail (personnes relais provenant des divers secteurs) qui  sera chargé de collecter l’information sur le terrain,
- Former les participants du groupe de travail à la méthodologie utilisée et sensibiliser  l’ensemble du personnel,
- Organiser, planifier et mettre en œuvre la collecte des données et documents,
- Rassembler, traiter, analyser et synthétiser les informations collectées.

Tout comme un manageur classique, il a un rôle essentiel dans l'élaboration du tel système. Enfin par rapport à la direction elle doit fournir les ressources indispensables à la mise en œuvre et à la maîtrise du système de management environnemental. Ces ressources comprennent les ressources humaines, les compétences spécifiques et les ressources technologiques et financières. La direction de l'organisme au plus haut niveau doit nommer un ou plusieurs représentants spécifiques, qui, en plus d'autres responsabilités, doit (doivent) avoir des rôles, responsabilités et autorités bien définis de façon à s'assurer que les exigences relatives au système de management environnemental sont établies, mises en œuvre et maintenues, conformément à la présente norme internationale rendre compte à la direction de l'organisme au plus haut niveau de la performance du système de management environnemental de façon à l'examiner et à l'améliorer. 
Donc il convient a chacune des entreprises de manière totalement volontaire de mettre en place un tel système dans l'espoir que cette pratique sera généralisée.

## Les finalités du management environnemental
Le système de management environnemental peut avoir plusieurs finalités, parmi lesquelles : la maitrise et la réduction des rejets dans les milieux naturels, l’amélioration de l’insertion paysagère, l’utilisation rationnelle de l’énergie, la maitrise et la réduction de la consommation de matières premières, la réduction à la source puis le tri sélectif des déchets, puis leur valorisation et leur traitement dans des centres agréés ; la protection des sols et des nappes phréatiques, ou bien obtenir une certification écolabel. 
Deux certifications majeures existent : la certification ISO 14001, et la certification EMAS.
La première repose sur cinq piliers : Le développement d’une politique environnementale, l’établissement de la planification des démarches en analysant les activités et leur impact, la mise en œuvre du SME qui définit les contrôles et les procédures opérationnelles pour implémenter le programme environnemental, la vérification et l’évaluation des bases des données récoltées, de nouveaux objectifs et des actions corrélatives sont établis, et la révision qui permet à la direction de revoir sa gestion environnementale.